# Dnevnik HTV-a
Dnevnik je informativna emisija Hrvatske radiotelevizije koja se prikazuje svakog dana u 12, 19 i 23 sata na prvom i četvrtom programu Hrvatske televizije.

## Povijest
Dnevnik HTV-a započeo je kao emisija u sklopu eksperimentalnog programa Televizije Zagreb 29. studenog 1956. godine, a prikazivao se na tjednoj bazi. Godine 1959. prikazivanje je prekinuto u korist osnutka Jugoslavenske radiotelevizije (JRT), koja je ujedinila televizije Zagreba, Ljubljane i Beograda, pri čemu je Televizija Beograd (danas u sklopu Radiotelevizije Srbije) preuzela emitiranje dnevnika. Ponovno emitiranje dnevnika iz Televizije Zagreb, i dalje u sklopu zajedničkog programa JRT, započelo je u siječnju 1967. godine, a u listopadu 1968. godine Televiziji Zagreb omogućeno je samostalno emitiranje vlastite emisije Dnevnika, što je uključivalo 3 emisije dnevno.
Godine 1973., Dnevnik Televizije Zagreb postao je prvi u JRT koji je za izvedbu središnje informativne emisije zaposlio stalne voditelje, koji su time postali simbol emisije. Ti su prvi stalni voditelji bili Silvije Hum, Obrad Kosovac i Miroslav Lilić.
Između 2004. i 2007. godine, Dnevnik HTV-a zabilježio je najveću gledanost od svih informativnih emisija Europske radiodifuzijske unije (EBU), s najvećom prosječnom gledanošću od 37 % te prosječnim udjelom gledanosti od 75 %. Godine 2015. u Dnevnik je uvedeno nekoliko promjena: program je započinjao u 19 sati umjesto u 19:30, emisija je trajala punih sat vremena i uvedeni su voditeljski parovi. Voditeljski su parovi, koje su činili Sanja Mikleušević-Pavić i Đurica Drobac te Tina Šimurina i Stipe Alfier, zatim ukinuti već 2016. godine.
Godine 2020. snimanje je Dnevnika prvi puta u 30 godina premješteno na novu lokaciju, iz studija od 80 četvornih metara u novoizgrađeni Studio 12 veličine 320 četvornih metara. Pripreme za premještaj trajale su dvije godine, a uključivale su i moderniziranje dizajna, prvo u 5 godina, te tehnologije koju emisija upotrebljava. Ujedno je „tema dana” integrirana u glavni program, zaposleni su specijalizirani novinari za reportaže s mjesta događaja, a cjelokupna emisija počela se emitirati punih 65 minuta.

## Voditelji

### 1970. – 2011.
- Obrad Kosovac (1970. – 1984.)[8]
- Silvije Hum (1970. – 1985.)[9][10]
- Miroslav Lilić (1973. – ?)
- Mladen Stubljar (1988. – 1992.)[11]
- Ankica Barbir-Mladinović (1980-ih i 1990-ih)[nedostaje izvor]
- Denis Latin (1990. – ?)
- Tihomir Ladišić (1991.? – ?)
- Nensi Brlek (1996. – 2004.)[12]
- Danko Družijanić (2001. – 2007.)[13]
- Goran Milić (2004. – 2011.)[14][15]
- Đurica Drobac (2005. – 2016.; 2017. – danas)[16]
- Zoran Šprajc (2007. – 2012.)[17]
- Tončica Čeljuska (2007. – ?)[17]

### 2011. – danas
- Ivan Jabuka (2011. – 2013.)
- Sandra Križanec (2011. – 2013.)
- Goran Brozović (2011.;[16] 2017. – 2024.)
- Slavica Babić (2012. – 2013.)
- Morana Kasapović (2013. – 2014.)
- Tina Šimurina (2013. – 2014.; 2015. – 2016.)
- Branko Nađvinski (2013. – 2014.; 2022. – 2023.)
- Sanja Mikleušević Pavić (2014. – 2016.)
- Stipe Alfier (2014. – 2016.)
- Marta Šimić Mrzlečki (2015. – danas)
- Zdravko Kleva (2015. – 2016.)
- Branimir Farkaš (2016. – 2017.)
- Mirjana Posavac (2016. – 2017.)
- Petar Vlahov (2016.)[18]
- Damir Smrtić (2016. – danas)[19]
- Anita Bilić (2016. – 2021.)
- Siniša Kovačić (2017. – 2021.)
- Ivan Dorian Molnar (2017.[16] – 2021.)
- Tomislava Gudelj (2017.[16] – 2021.)
- Igor Dunaj (2017.[16] – danas)
- Dajana Šošić (2017.[16] – 2021.?)
- Nikolina Ćosić (2021. – 2023.)
- Vlatka Kalinić (2021. – 2022.)
- Andrej Rašljanin (2021. – 2022.)
- Nika Marjanović Zulim (2021. – danas)
- Kristina Bojić (2023. – danas)

## Vanjske poveznice
- HRT – HTV emisije na zahtjev: Dnevnik  Arhivirana inačica izvorne stranice od 9. veljače 2016. (Wayback Machine)
- HRT – HTV emisije na zahtjev: Dnevnik 3  Arhivirana inačica izvorne stranice od 5. veljače 2016. (Wayback Machine)